# Łękińsko
Łękińsko – wieś w Polsce położona w województwie łódzkim, w powiecie bełchatowskim, w gminie Kleszczów. W 2011 roku liczba mieszkańców we wsi Łękińsko wynosiła 890.
W latach 1954–1972 wieś należała i była siedzibą władz gromady Łękińsko. W latach 1975–1998 miejscowość administracyjnie należała do województwa piotrkowskiego.
 przez wieś przebiega Łódzka Magistrala Rowerowa N-S
To właśnie w tej miejscowości natrafiono w listopadzie 1960 r. na złoża węgla brunatnego, które stały się podstawą rozwoju Kopalni Węgla Brunatnego "Bełchatów". 

## Zabytki
Według rejestru zabytków Narodowego Instytutu Dziedzictwa na listę zabytków wpisany jest obiekt:
- kościół filialny pw. św. Jana Chrzciciela, 1 poł. XVIII w., 1817-22, nr rej.: 541 z 29.04.1950 oraz 175 z 26.05.1967